# Zebu indyjskie
Zebu indyjskie, zebu, bydło domowe garbate (Bos indicus) – forma udomowionego w starożytności bydła domowego o charakterystycznym garbie położonym na grzbiecie i masywnych rogach, rozpowszechniona w krajach podzwrotnikowych jako zwierzęta użytkowe. W Indiach otaczane jest kultem, ma specjalny status jako święta krowa. Jako zwierzę odporne na gorący i wilgotny klimat oraz wiele chorób zebu jest krzyżowane z innymi rasami bydła. Wyhodowano liczne rasy zebu.

## Pochodzenie i domestykacja
Wywodzi się prawdopodobnie od †Bos primigenius namadicus – podgatunku tura żyjącego w Indiach w epoce lodowcowej. Dokładna data domestykacji zebu nie jest znana. Nastąpiło to w starożytności, prawdopodobnie w Mezopotamii i w Indiach, ale proces udomowienia mógł przebiegać niezależnie w różnych regionach. Wiadomo, że zebu było znane w Mezopotamii i Indiach już w IV w. p.n.e.

## Cechy charakterystyczne
Zebu charakteryzuje się podobnym do wielbłądziego garbem mięśniowo-tłuszczowym położonym w okolicy kłębu, workiem skórnym poniżej gardła oraz masywnymi, szeroko rozstawionymi rogami. Osiąga wysokość w kłębie do około 160 cm, długość ciała bez ogona wynosi około 240 cm, a masa – do 700 kg. Ubarwienie płowe, jasnożółte, czerwone, szare lub czarne, również plamiste.

## Znaczenie dla człowieka
Bydło typu zebu jest rozpowszechnione przede wszystkim w Indiach, gdzie znajdują się główne ośrodki hodowli. Są tam uważane za zwierzęta święte i użytkowane jako zwierzęta pociągowe i juczne. W wyniku hodowli wyselekcjonowano liczne rasy różniące się ubarwieniem i umięśnieniem, m.in. kankaryjską, bahurską, dandżi, deonio, mizorską oraz najmniejsze – zebu karłowate. 
Zebu jest przystosowane do życia w środowisku gorącym i wilgotnym, jest też odporne na wiele chorób. Cechy te spowodowały import tych zwierząt na wschodnie wybrzeże Afryki i Madagaskar. Na początku XX wieku zebu zostało również sprowadzone do Brazylii i skrzyżowane z francuską odmianą bydła (Charolaise).

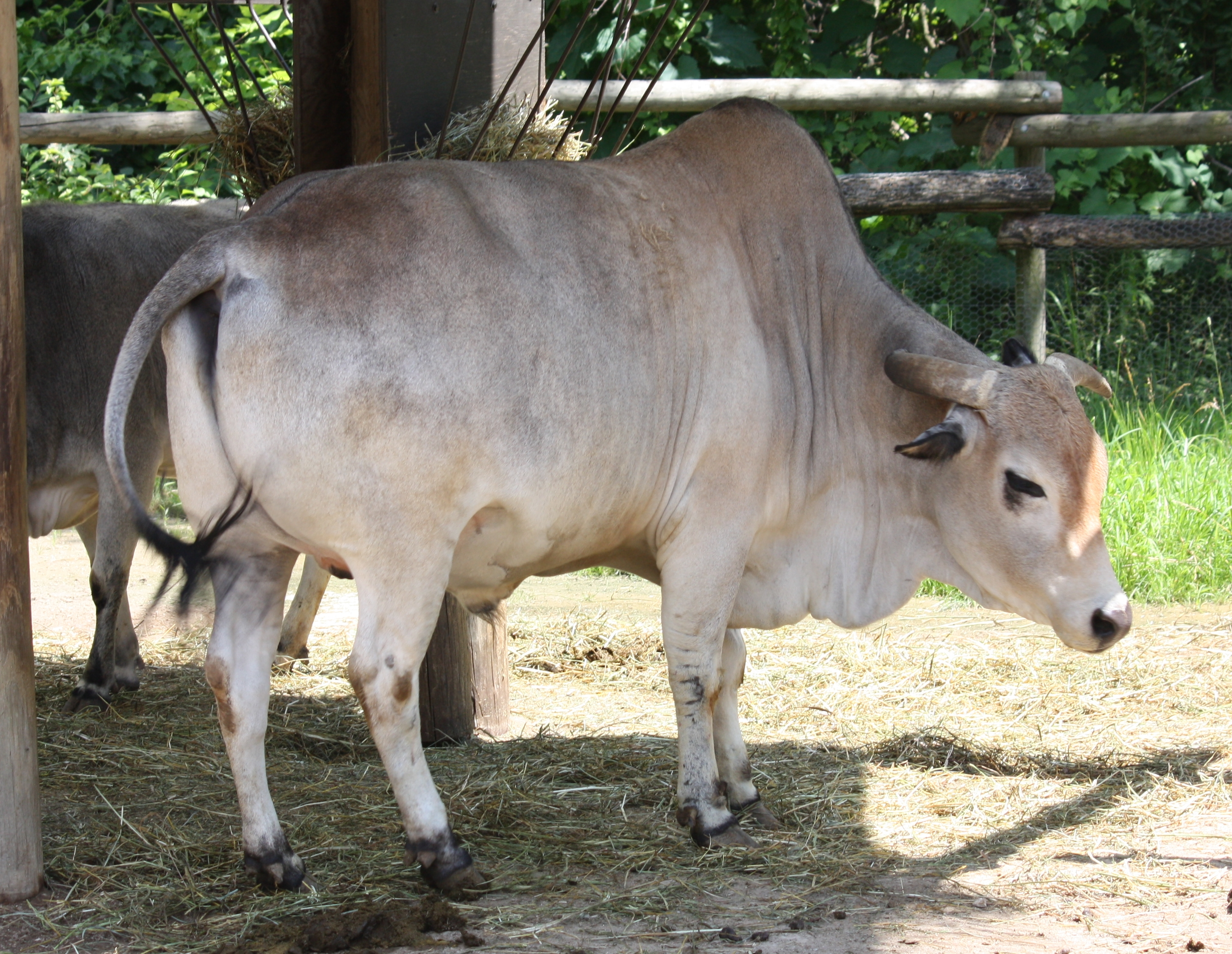
Zebu w Binder Park Zoo w Battle Creek, Michigan

## Nomenklatura zoologiczna
Nazwa systematyczna bydła zebu odbiega od standardowych zasad taksonomii zoologicznej. Bydło domowe (nazwa naukowa Bos primigenius f. taurus) jest uznawane za formę tura (Bos primigenius). Bydło zebu jest typem bydła domowego i w systematyce określane jest nazwą naukową Bos primigenius f. taurus – tak samo jak bydło domowe i bydło Watussi. Ponieważ bydło domowe – ze względów praktycznych – określane jest nazwą Bos taurus, a zebu opisano po raz pierwszy pod nazwą Bos indicus Linnaeus, 1758 przyjmuje się obecnie jako poprawną, synonimiczną nazwę systematyczną Bos taurus indicus, mimo że trynominalna nazwa sugeruje klasyfikowanie w randze podgatunku.